# Коцюбинський Юрій Михайлович
Ю́рій Миха́йлович Коцюби́нський (25 листопада [7 грудня] 1896, Вінниця, Подільська губернія, Російська імперія — 8 березня 1937, Москва, РРФСР, СРСР) — український радянський діяч. З грудня 1917 року був членом першого радянського уряду України. Кандидат у члени ЦК КП(б)У в березні 1919 — квітні 1920 р. і червні 1930 — січні 1934 р. Член ЦК КП(б)У в січні — листопаді 1934 р. Член Організаційного бюро ЦК КП(б)У в червні — серпні 1919 р. і січні — листопаді 1934 р.
Син українського письменника Михайла Коцюбинського. Зять Євгенії Бош. Організатор голодомору. Організатор і жертва сталінського терору.

## Ранні роки

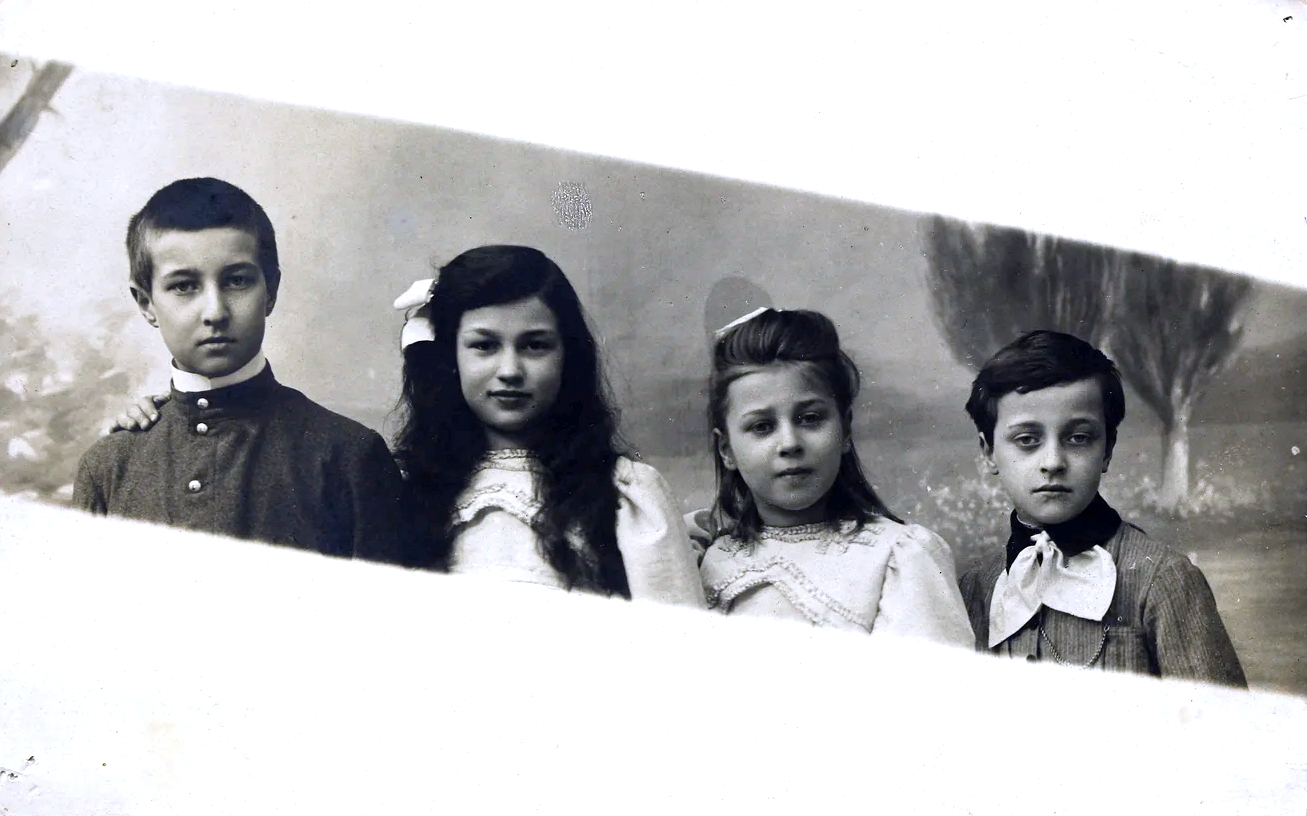
Діти Михайла Коцюбинського. Зліва направо: Юрій, Оксана, Ірина, Роман. 1909 р.

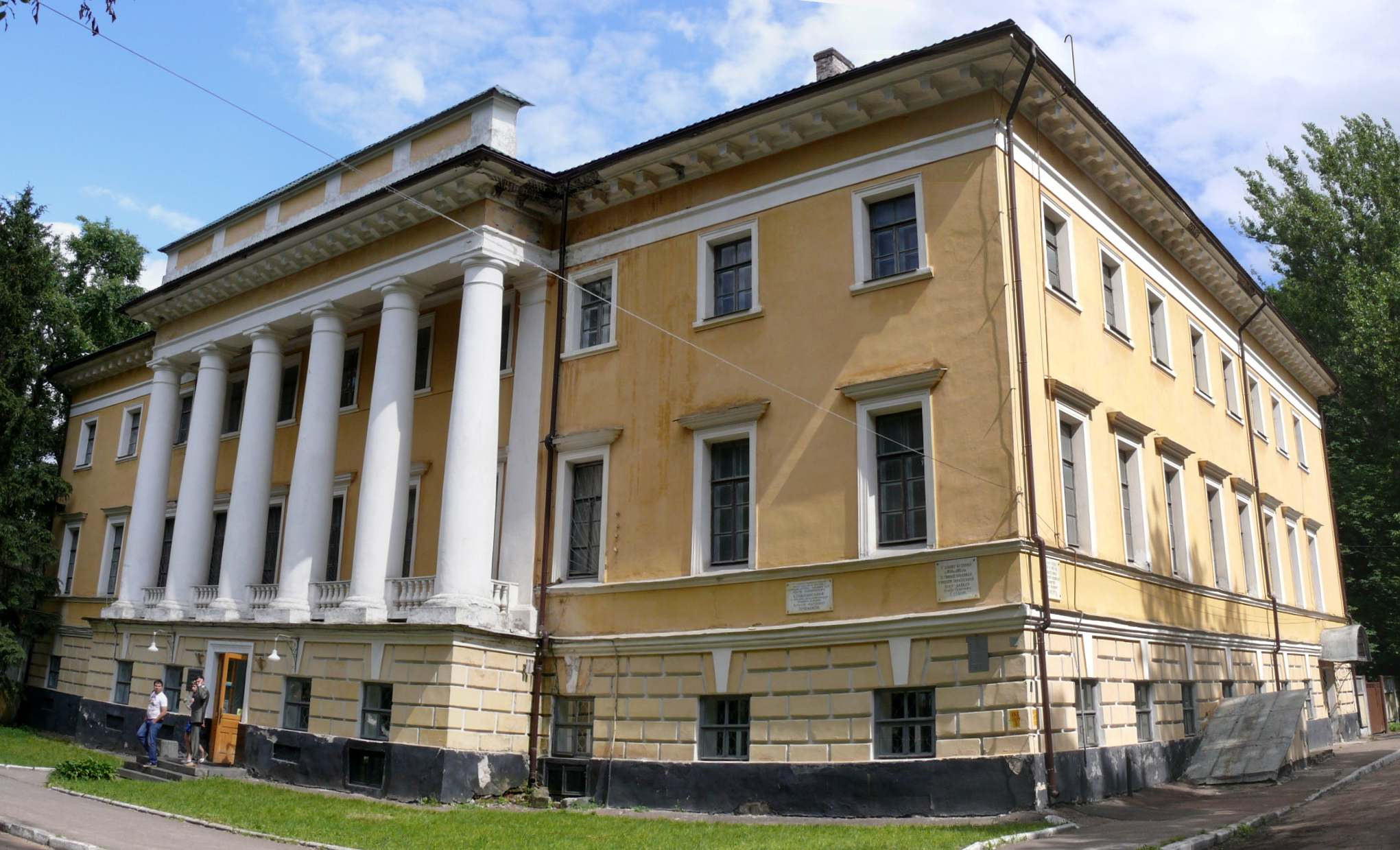
Будинок Чернігівської чоловічої гімназії, де навчався Ю. Коцюбинський

Народився 25 листопада (7 грудня) 1896 року у Вінниці (тепер Україна) у родині українського письменника Михайла Коцюбинського. Охрещений у Катерининській церкві міста Чернігова. У 1906–1916 роках навчався в Чернігівській чоловічій гімназії.
У 1913 році став членом РСДРП. Восени 1916 року мобілізований до російської армії. Навчався у школі прапорщиків в Одесі, проходив службу в Петрограді.
У жовтні 1917 року брав участь у більшовицькому перевороті в Петрограді. Згодом разом зі своїм товаришем Віталієм Примаковим брав участь у створенні в Україні Червоного козацтва.

## Кар'єра

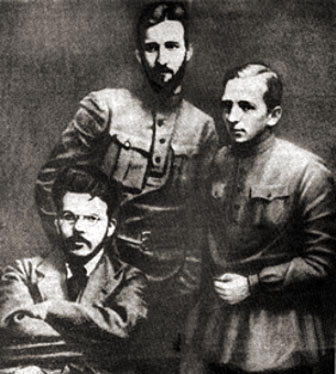
Члени Всеукраїнського центрального військово-революційного комітету Володимир Затонський, Юрій Коцюбинський і Андрій Бубнов. 1918 рік

У грудні 1917 року ввійшов до складу першого більшовицького уряду України — Народного Секретаріату (спочатку як заступник, а згодом — як виконувач обов'язків народного секретаря військових справ).
У січні 1918 року призначений головнокомандувачем збройних сил радянської Української Народної Республіки з центром у Харкові, Червоного козацтва.
З березня 1918 року — член більшовицького ЦВК, народний секретар внутрішніх справ, а з кінця листопада 1918 — Тимчасового Робітничо-Селянського уряду України.
У 1919–1920 роках керував більшовицькими державними і партійними органами в Чернігові та Полтаві. Зокрема, у 1919 році був головою виконавчого комітету Чернігівської губернської ради, секретарем і головою Чернігівського губернського комітету і губернського бюро КП(б)У, завідувачем Чернігівського губернського відділу управління. У грудні 1919 — травні 1920 року — член Полтавського губернського комітету КП(б)У, завідувач відділу з роботи на селі Полтавського губкому КП(б)У, редактор газети «Селянин» у Полтаві.
У 1920—1921 роках — член ЦК Всеробітземлісу.
У липні — грудні 1920 року — представник Української СРР у Народному комісаріаті у справах національностей РСФРР. У січні — грудні 1921 року — представник дипломатичної місії Української СРР при Раді Народних Комісарів РСФРР.
У вересні 1921 року від уряду УСРР підписав конвенцію про репатріацію військовополонених та цивільних, інтернованих у Туреччині (від Туреччини — посол в РСФРР Ала Фуад-паша).
25 листопада 1921 року підписав від імені УСРР договір із Естонською Демократичною Республікою.
У грудні 1921 — липні 1923 року — повноважний представник Української СРР в Австрії. У липні 1923—1924 року — радник повноважного представника СРСР в Австрії. Згідно з постановою ЦК КП(б)У від 21 липня 1922 року на нього покладалися обов'язки «регулярно двічі на місяць надсилати політичний огляд як внутрішнього, так і зовнішнього становища держав, де він працював, а також політичного стану суміжних держав».
У 1924—1925 роках — заступник завідувача агітаційно-пропагандистського відділу Харківського губернського комітету КП(б)У.
У грудні 1925 — листопаді 1926 року — радник повноважного представника СРСР в Австрії та повірений у справах СРСР в Австрії.
У листопаді 1926 — квітні 1927 року — заступник завідувача організаційного відділу Головного управління професійно-технічної освіти Народного комісаріату освіти Української СРР.
У квітні 1927 — січні 1930 року — радник повноважного представника СРСР в Польщі. У грудні 1929 — січні 1930 року — повірений у справах СРСР в Польщі. У 1927 році був виключений із членів ВКП(б), але у 1928 році поновлений у партії.
У лютому 1930 — 29 квітня 1933 року — заступник голови Державної планової комісії УСРР. З 1932 року — директор Інституту економіки Української СРР. Організатор масових вилучень зерна в Україні, уповноважений ЦК КП(б) У із хлібозаготівлі.
29 квітня — 20 вересня 1933 року — заступник народного комісара землеробства Української СРР. Особиста причетність Юрія Коцюбинського до карально-репресивних дій під час хлібозаготівель простежується у вироках райсудів. Вони розглянули 415 справ, обласні виїзні сесії виголосили 24 смертних вироки за опір хлібозаготівлі, з них 11 — за приховування хліба в ямах.
20 вересня 1933 — листопад 1934 року — голова Державної планової комісії УСРР і заступник голови Ради Народних Комісарів УСРР. Входив до складу ЦК КП(б)У, був членом ВУЦВК.

## Репресії
У листопаді 1934 року Юрія Коцюбинського знято з роботи, виведено зі складу ЦК КП(б)У, відправлено у Алма-Ату і в березні 1935 року виключено із більшовицької партії.
У лютому 1935 року заарештовано, звинувачено в антирадянській діяльності і засуджено ухвалою особливої наради при НКВС СРСР до 6 років заслання в Західному Сибіру у селі Каргасок.
|  | Обвинительное заключение по делу контрреволюционной троцкистской организации на Украине . ...обвиняются 1. Коцюбинский Юрий Михайлович, 1895 г., уроженец Винницы, служащий со средним образованием, член ВКП(б) с 1913 г. а) Является троцкистом с 1923 г., в период 1923–1924 г. был организационно связан с троцкистской оппозицией и принимал участие в подрывной деятельности. От партии это скрыл. б) 1926–1927 гг. являлся скрытым троцкистом-двурушником, проводил активную контрреволюционную деятельность и занимал в подполье руководящее положение. От партии это скрыл. в) Начиная с 1927 г. весь последующий период стоял на руководящих позициях; в 1930 г. поддерживал связь с активным троцкистом Манщем, через посредство которого впоследствии 1931 г. установил организационную связь с обвиняемым Раппортом. От партии это скрыл. г) В 1931 г. был инициатором создания контрреволюционной троцкистской организации, вошел в состав Харьковской троцкистской тройки, как руководитель. От партии это скрыл. д) В 1932 году был инициатором создания руководящего троцкистского центра в составе: Коцюбинский, как руководитель, Фалькевич, Раппорт, Наумов, Гук. Всеукраинский центр под руководством Коцюбинского на протяжении 1932–1934 г. провёл контрреволюционную деятельность, выразившуюся в выработке программ, положений, тактики и организационных принципов, в создании троцкистских групп и ячеек в Харькове и на периферии в Одессе, Киеве, Днепропетровске… е) Являясь руководителем Госплана, Коцюбинский осуществлял сконцентрирование в аппарате Госплана УССР основного троцкистского актива,.. т.е. в преступлениях предусмотренных ст. 54-10; 54-11 УК УССР Виновным себя признал частично. |

У жовтні 1936 року Ю. Коцюбинського заарештовано на засланні й перевезено в Київ. Його разом із Василем Порайком, Миколою Голубенком, Титарем, Тирчуком, Володимиром Логіновим та Плескачевським звинувачено в організації за дорученням Юрія П'ятакова й керівництві діяльністю контреволюційною троцькістською організацією в Україні («Український троцкістський центр»):
|  | а) является участником контрреволюционной троцкистской террористической организации, осуществившей 1 декабря 1934 года злодейское убийство С. М. Кирова… б) будучи участником указанной контрреволюционной организации, Коцюбинський на протяжении 1933–1934 г. организовал ряд боевых террористических групп в Харькове, Киеве, готовил террористические акты против руководителей КП(б)У, а также знал о подготовке членом украинского троцкистского центра Голубченко терактов против вождей партии и правительства… г) как один из руководителей троцкистско-террористического центра на Украине поддерживал связь через Пятакова с союзным троцкистско-террористическим центром, а также с национал-террористическим центром… |

8 березня 1937 року — колегія Верховного суду СРСР засудила Юрія Коцюбинського до розстрілу. Того ж дня вирок виконано.
У грудні 1955 року Юрія Коцюбинського реабілітовано.

### Участь у репресіях
Відомим є «Лист без конверта» Сергія Єфремова до Юрія Коцюбинського, де український учений звинуватив останнього в кривавих злочинах проти власного народу.
У листі до С. Косіора від 29 листопада 1932 року Коцюбинський пише російською про ситуацію в Летичівському районі:
Далі в листі дано опис ситуації в колгоспах та по хлібозаготівлі, з деякою зверхньою критикою бездарної політики радянських органів влади, але при цьому Коцюбинський зазначає
|  | кое-кого сильно ударили, поснимали с работы и пару человек арестовали. ГПУ в районе работает хорошо |

## Родина

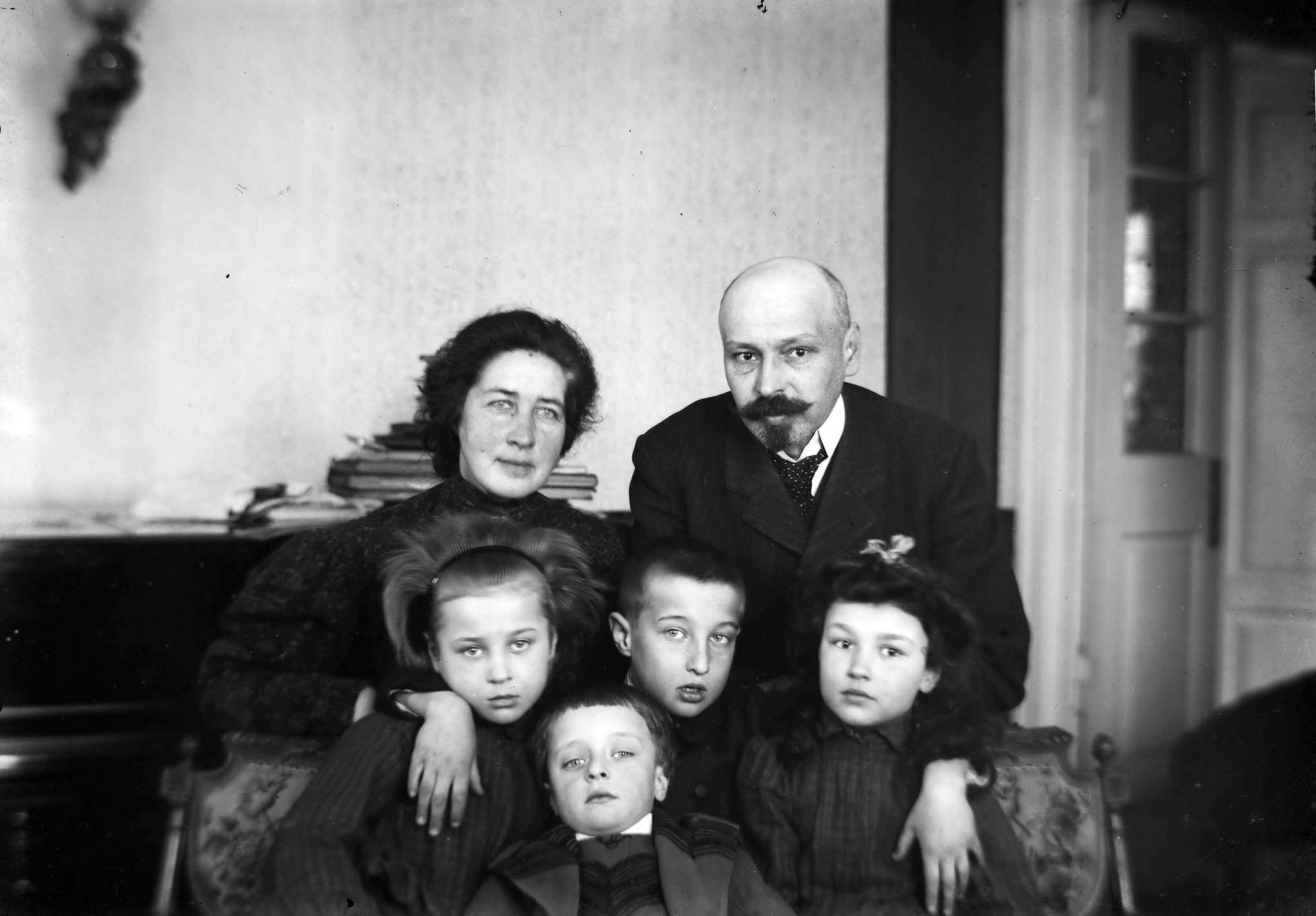
Михайло Коцюбинський з дружиною та дітьми. Зліва направо: Ірина, Віра Устимівна, Роман, Юрій, Михайло Михайлович, Оксана

Дружина з 1919 року — Ольга Петрівна Бош (пом. 1966) — більшовичка, донька Євгенії Бош.
Син — Олег (1923—1980), спеціаліст у верстатобудуванні та обробці металів; крім того ще до його народження подружжя взяло з сиротинця дівчинку.
Також в сім'ї жив син репресованого Віталія Примакова.
Батько — Михайло Коцюбинський, український письменник та громадський діяч, класик української літератури.

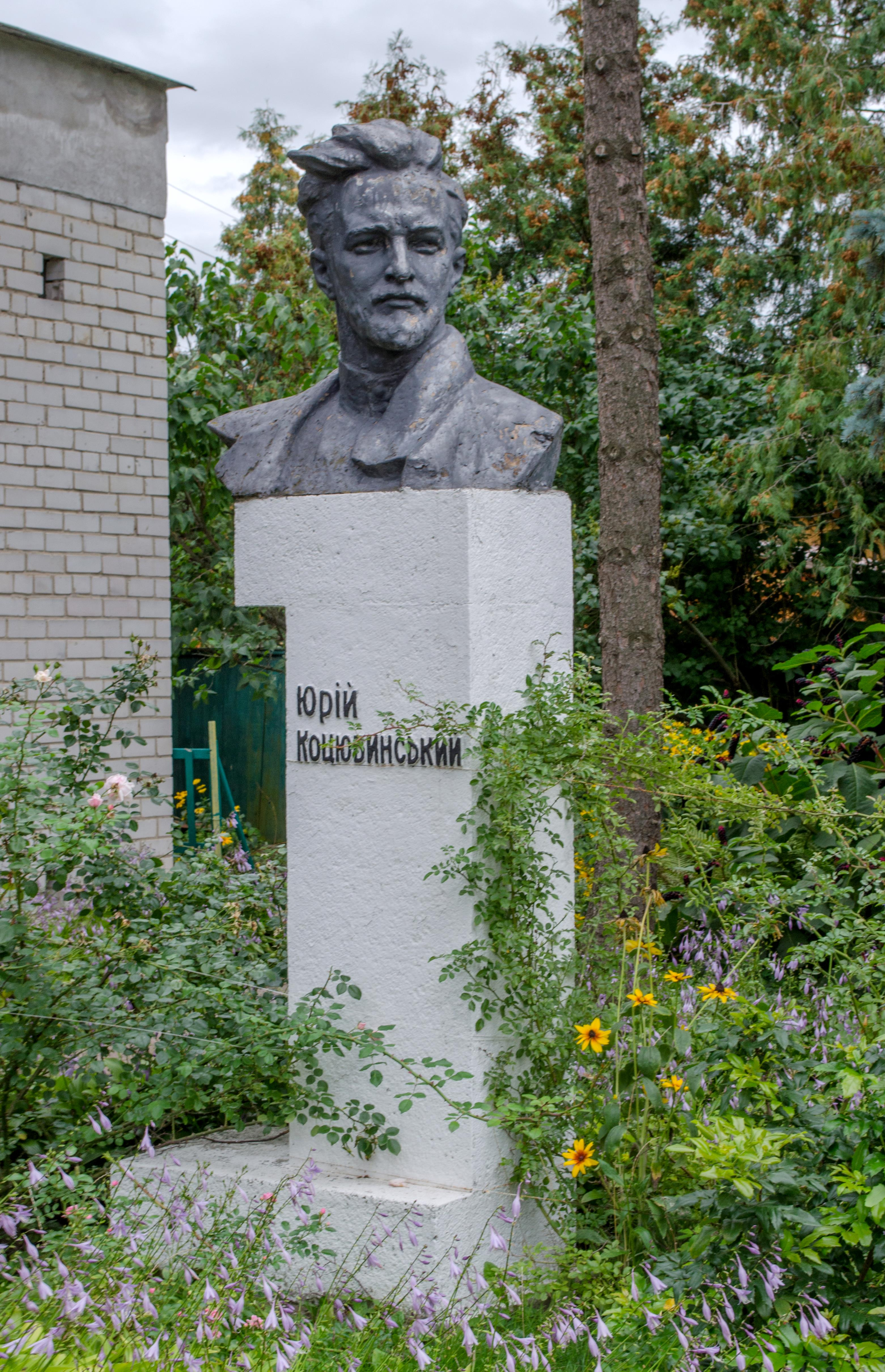
Погруддя Юрія Коцюбинського на території музею М. М. Коцюбинського в Чернігові

У Юрія Коцюбинського було два кровних дядьки по батькові, Хома (1870—1956) і Леонід; та дві тітки, Лідія (пом. 1916) та Ольга. Хома, літературознавець, брав активну участь в увічненні пам'яті Михайла Коцюбинського. Його донька, кузина Юрія, Михайлина — філологиня та літературознавиця, активна учасниця руху шістдесятників, дисидентка.
Мати — Віра Устимівна Дейша (1863—1921) — українська письменниця і громадська діячка, походила з дворян, по материній лінії з роду Гортинських. Її мати Юлія Степанівна Дейша по смерті чоловіка переїхала до Чернігова, працювала начальницею Чернігівського єпархіального училища і виховувала самостійно трьох дітей.
Дядько Віри (брат матері) — відомий чернігівський лікар Василь Степанович Гортинський. Віра Дейша в молоді роки була пов'язана з революціонерами.
У Києві на першому з'їзді «Громади» наприкінці 1894 року, познайомилася з Михайлом Коцюбинським.
Після народження чотирьох дітей, Віра відійшла від революційної діяльності і присвятила себе родині. Вона пережила Михайла на 8 років і померла наприкінці 1921 року від тяжкого виснаження, запалення легенів та висипного тифу вдома на руках свого молодшого сина — Романа.
У Юрія Коцюбинського було дві молодші сестри і брат:
- Оксана (1898—1920) — воювала у складі Червоного козацтва, стала дружиною Віталія Примакова;
- Ірина (1899—1977) — одружена з червоним козаком, надалі енкаведистом Абрамом Данишевським. Мала від нього двох синів, Юрія (помер трирічним) та Флоріана (1921—1991). Була юристкою, з 1950-х директор Чернігівського музею Коцюбинського, з 1965 року — кандидат філологічних наук. Заслужена працівниця культури України;
- Роман (1901—1937) — під час українсько-більшовицької війни воював у складі Червоного козацтва, був чекістом. Потім працював тривалий час на партійній роботі в Одесі та науково-освітній в Академії наук у Харкові, був директором музею батька у Вінниці. Репресований та розстріляний. Син від другого шлюбу з Оленою Писаревською Юлій (1934—2000) — літературознавець.

## Увічнення пам'яті
- Життю Юрія Коцюбинського присвячена історична повість Івана Цюпи «Через терни до зірок» (1966 р., з наступними перевиданнями у 1970 та 1986 рр.).
- У Чернігові в 1970 році встановлено погруддя Юрія Коцюбинського (скульптори Ф. А. Коцюбинський, К. А. Кузнецов, архітектори К. С. Джанашія, Г. О. Урусов). У ніч з 24 на 25 квітня 2015 року погруддя демонтовано в рамках Ленінопаду.[10]
- У Вінниці на території Вінницького літературно-меморіального музею М. М. Коцюбинського.

Погруддя Юрію Коцюбинському на території Вінницького літературно-меморіального музею М. М. Коцюбинського.

- На території Чернігівського літературно-меморіального музею-заповідника М. М.  Коцюбинського встановлено погруддя Юрія Коцюбинського (скульптор Ф. А. Коцюбинський, 1964)
- На будинку чоловічої класичної гімназії в Чернігові, де навчався Юрій Коцюбинський, та на будинку Коцюбинських встановлено меморіальні дошки.
- У Києві в 1961—2015 роках була вулиця Юрія Коцюбинського.

2015 року після прийняття Закону України «Про засудження комуністичного та націонал-соціалістичного (нацистського) тоталітарних режимів в Україні та заборону пропаганди їхньої символіки» ім'я Юрія Коцюбинського Українським інститутом національної пам'яті було включено до списку осіб, чия діяльність підпадає під дію законів про декомунізацію.
- У Полтаві вулицю Коцюбинського перейменують на вулицю Михайла Коцюбинського.[12]

## Цитата зісталінських списків
- КОЦЮБИНСКИЙ Юрий Михайлович

27.02.37 Украина, Киев ----- Кат. 1
- «Сталин, Молотов, Ворошилов, Каганович»[13]